# Mobile User Objective System

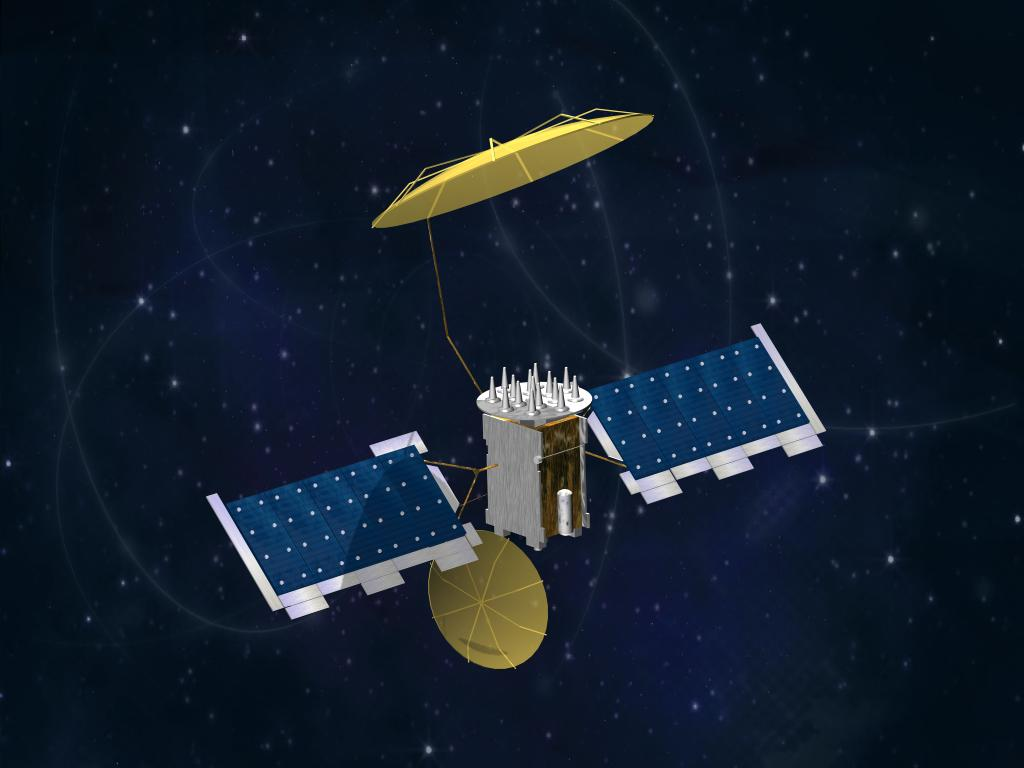
Animation eines MUOS-Satelliten im Orbit

Das Mobile User Objective System (MUOS) ist ein Satellitenkommunikationssystem der US Navy. Die Konstellation ist ein Nachfolger des UFO-Systems und soll eine zehnfach höhere Datenübertragungskapazität bieten.

## Aufbau
MUOS besteht aus fünf geostationären Satelliten, wobei einer als Reserve dient. Das Programm hatte sich von einem ursprünglich für 2008 geplanten Erststart immer weiter verzögert. Die Kosten für die ersten beiden Satelliten sowie die Bodenkontrolleinrichtungen betrugen rund 2,1 Milliarden US-Dollar, das Auftragsvolumen insgesamt 3,3 Milliarden US-Dollar.

## Aufbau der Satelliten
Die Satelliten basieren auf dem kommerziellen Satellitenbus A2100 von Lockheed Martin Space Systems. Sie besitzen eine 18,7 m große entfaltbare Hauptantenne und eine kleinere, ebenfalls entfaltbare Antenne, die beide von der Harris Corporation gebaut werden. Weitere Unterauftragnehmer sind Boeing, die eine UHF-Nutzlast liefern, um eine Kompatibilität zum älteren UFO-System herzustellen sowie General Dynamics und Ericsson für die Bodenkomponenten.
Der Frequenzbereich, in dem die Satelliten arbeiten, liegt zwischen 300 MHz und 3 GHz und ermöglicht es den Truppeneinheiten, mit Hilfe mobiler Geräte untereinander zu kommunizieren.

## Starts
Alle Starts erfolgten mit dem Raketentyp Atlas V (551) vom Space Launch Complex 41 der Cape Canaveral Air Force Station:
- MUOS 1 am 24. Februar 2012
- MUOS 2 am 19. Juli 2013
- MUOS 3 am 21. Januar 2015
- MUOS 4 am 2. September 2015
- MUOS 5 am 24. Juni 2016

## Bodenstationen

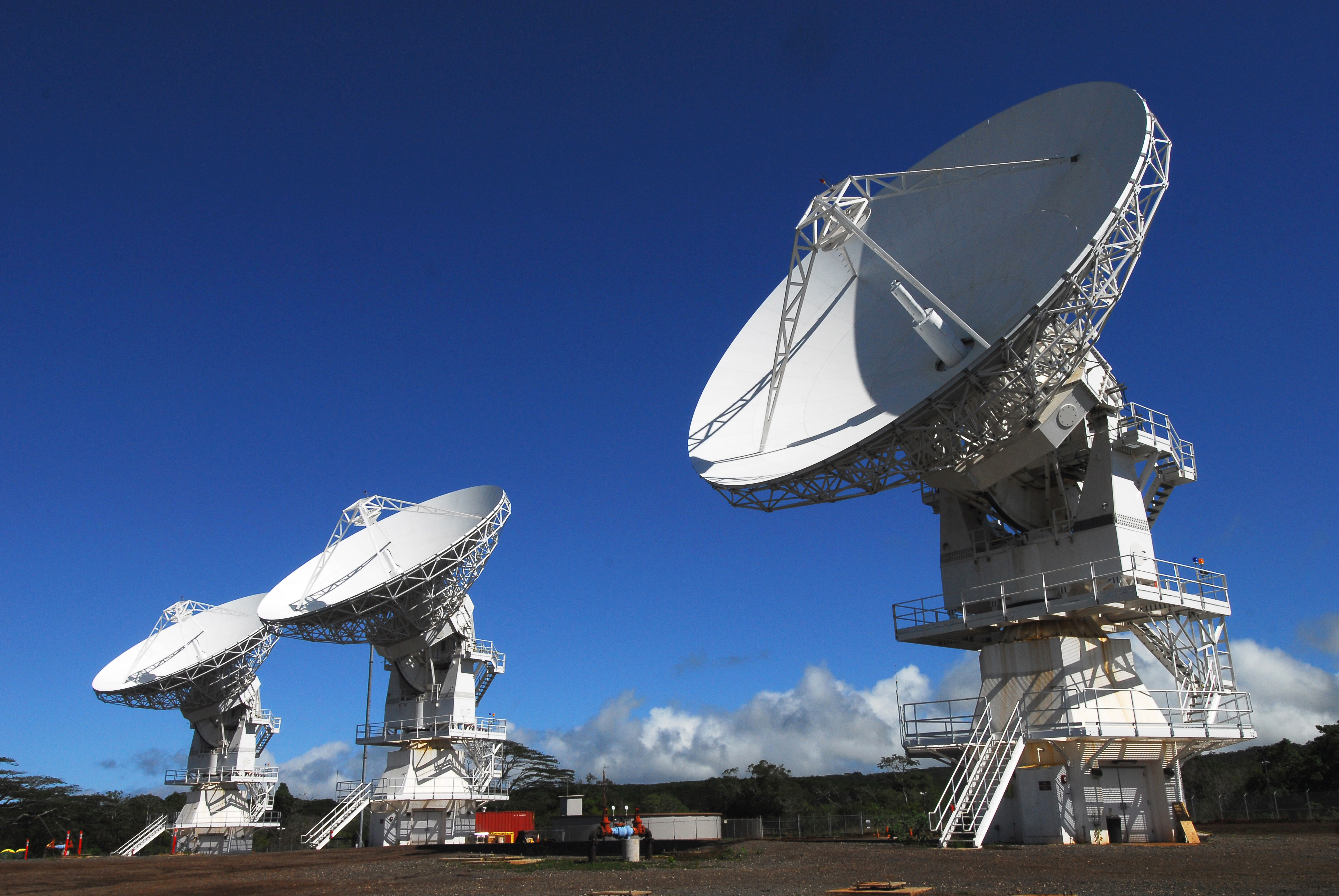
Satellitenschüsseln der MUOS-Bodenstation in Hawaii

MUOS benötigt vier Bodenstationen, je eine für jeden der vier operationellen Satelliten. Das System gilt erst dann als voll funktionsfähig, wenn alle vier geplanten Bodenstationen der US-Marine übergeben worden sind:
- Wahiawa, Hawaii, USA (seit Dezember 2012)
- Chesapeake, Virginia, USA (seit März 2013)
- Kojarena, Western Australia, Australien (seit Juli 2013)
- Niscemi, Sizilien, Italien

Im April 2013 wurde aufgrund von Demonstrationen gegen die mögliche militärische Verwendung sowie potenzielle Gesundheitsrisiken und Umweltschäden durch Funkwellen der Bau der Bodenstation in Niscemi vorübergehend gestoppt. Eine wissenschaftliche Studie verwies auf „schwerwiegende Risiken für Menschen und Umwelt, die die Umsetzung in dicht besiedelten Gebieten wie demjenigen bei Niscemi verbieten“. Dies wurde am 26. Juli 2013 gerichtlich abgewiesen, so dass die Arbeiten im Oktober 2013 wieder aufgenommen werden konnten. Die Station ging im September 2016 in Betrieb.